# كولسن نورمان ميتشيل
كولسن نورمان ميتشيل هو مهندس وجندي كندي، ولد في 11 ديسمبر 1889 في وينيبيغ في كندا، وتوفي في 17 نوفمبر 1978 في مونت رويال في كندا.